# Zone di protezione speciale del Molise
Le zone di protezione speciale del Molise, individuate in base alla Direttiva Uccelli (Direttiva 2009/147/CE) e appartenenti alla rete Natura 2000, sono dodici e comprendono circa 60 019 ettari di superficie terrestre (pari al 14,8% del territorio regionale).
A fine 2018 il Ministero dell'Ambiente ha individuato 25 nuove zone di protezione speciale, fra cui le foci di Biferno e Trigno.

## Zone di protezione speciale
| Definizione dell’area                           | Immagine | Codice Natura 2000 | Note | Sup.  | Coordinate              |
| ----------------------------------------------- | -------- | ------------------ | ---- | ----- | ----------------------- |
| Pineta di Isernia                               |          | IT7211115          |      | 32    | 41.587778°N 14.2475°E   |
| Bosco di Collemeluccio                          |          | IT7221131          |      | 500   | 41.717519°N 14.349915°E |
| Monte di Mezzo (area protetta)                  |          | IT7221132          |      | 313   | 41.757953°N 14.212703°E |
| Calanchi Succida - Tappino                      |          | IT7222108          |      | 229   | 41.522778°N 14.891111°E |
| Vallone S. Maria                                |          | IT7222124          |      | 1973  | 41.651667°N 15.0125°E   |
| Lago di Occhito (area protetta)                 |          | IT7222248          |      | 2454  | 41.567778°N 14.928611°E |
| Bosco Ficarola                                  |          | IT7222253          |      | 717   | 41.67°N 14.921389°E     |
| Torrente Tona                                   |          | IT7222265          |      | 393   | 41.722222°N 15.077778°E |
| Località Fantina - Fiume Fortore                |          | IT7222267          |      | 365   | 41.683056°N 15.099444°E |
| La Gallinola - Monte Miletto - Monti del Matese |          | IT7222287          |      | 25002 | 41.465°N 14.390833°E    |
| Sella di Vinchiaturo (area protetta)            |          | IT7222296          |      | 978   | 41.452778°N 14.592778°E |
| Lago di Guardialfiera - Foce fiume Biferno      |          | IT7228230          |      | 28724 | 41.746117°N 14.851997°E |